# 科利亚多德尔米龙
科利亚多德尔米龙，是西班牙卡斯蒂利亚-莱昂阿维拉省的一个市镇。 总面积5km2, 总人口73人（2001年），人口密度15人/km2。